# Bolade Ajomale
Mobolade Abimbola Ajomale (London, 31 agosto 1995) è un velocista canadese.

## Palmarès
| Anno | Manifestazione      | Sede           | Evento      | Risultato  | Prestazione | Note |
| ---- | ------------------- | -------------- | ----------- | ---------- | ----------- | ---- |
| 2012 | Mondiali juniores   | Barcellona     | 100 m piani | Semifinale | 10"56       |      |
| 2012 | Mondiali juniores   | Barcellona     | 4x100 m     | Batteria   | 40"58       |      |
| 2014 | Mondiali juniores   | Eugene         | 200 m piani | Batteria   | 21"60       |      |
| 2014 | Mondiali juniores   | Eugene         | 4x100 m     | Batteria   | dq          |      |
| 2015 | Universiadi         | Gwangju        | 100 m piani | Semifinale | 10"43       |      |
| 2015 | Universiadi         | Gwangju        | 200 m piani | Semifinale | 21"27       |      |
| 2015 | Universiadi         | Gwangju        | 4x100 m     | Batteria   | 40"30       |      |
| 2016 | Mondiali indoor     | Portland       | 60 m piani  | Semifinale | 6"60        |      |
| 2016 | Giochi olimpici     | Rio de Janeiro | 4×100 m     | Bronzo     | 37"64       |      |
| 2017 | Mondiali            | Londra         | 4×100 m     | 6º         | 38"59       |      |
| 2018 | Campionati NACAC    | Toronto        | 4×100 m     | Oro        | 38"57       |      |
| 2019 | Giochi panamericani | Lima           | 100 m piani | Batteria   | 10"54       |      |
| 2019 | Giochi panamericani | Lima           | 4x100 m     | 4º         | 39"00       |      |
| 2022 | Mondiali indoor     | Belgrado       | 60 m piani  | 7°         | 6"63        |      |
| 2023 | Mondiali            | Budapest       | 4x100 m     | Batteria   | 38"25       |      |